# Steak and kidney pudding
Lo steak and kidney pudding è un piatto inglese a base di manzo e rognoni di manzo, maiale o agnello racchiusi in un impasto a base di sugna.
L'alimento viene descritto da vari ricettari storici pubblicati a partire dal diciottesimo secolo di Hannah Glasse (1751), Eliza Acton (1846) e Jane Grigson (1859).